# Batrachuperus
Batrachuperus és un gènere d'amfibis caudats de la família Hynobiidae.

## Taxonomia
- Batrachuperus daochengensis Xiong, Luo & Zeng, 2020[4]
- Batrachuperus karlschmidti Liu, 1950
- Batrachuperus londongensis Liu i Tian, 1978
- Batrachuperus pinchonii (David, 1872)
- Batrachuperus taibaiensis Song, Zeng, Wu, Liu i Fu, 2001
- Batrachuperus tibetanus Schmidt, 1925
- Batrachuperus yenyuanensis Liu, 1950